# ダブル・テイク
『ダブル・テイク』（DOUBLE TAKE）は、マーク・L・レスター監督のアクション映画。殺人事件に絡む法廷サスペンスアクションで主演は『リバー・ランズ・スルー・イット』のクレイグ・シェイファーとTVM『ニューヨーク・ジャスティス』のブリジット・バーコ。タイトルの「ダブル・テイク」とはビデオ紹介にあるようにクレイグとコスタスのことではなく劇中にあるようにクレイグとブリジット二人のことを示している。

## ストーリー
破産寸前で離婚前の妻に養われている状態の売れない小説家のコナー・マクウェン（クレイグ・シェイファー）は実は移住者だった知り合いの店長が射殺された事件の目撃者として裁判に出廷することになり犯人であるヘクター・ストロエスネル（コスタス・マンディロア）を有罪に導く。しかし、コナーは町でヘクターとよく似た男で実はヘクターの双子の兄レイ・ソルダード（コスタス・マンディロア）に遭遇する。コナーは実はヘクターが無罪で真犯人はレイではないかという疑問を抱き、ヘクターの恋人を名乗る美女ニッキ・カベリ（ブリジット・バーコ）と共に独自に捜査を開始する。
だが、このニッキは実は詐欺師でレイやヘクターの協力者であり、コナーを騙していたのである。しかし、裏切り者と勘違いされたニッキはシャワー中にレイに攫われてしまう。レイによる金を払えば身の安全を保障するという取り引きを呑まざるを得なくなったコナーは自分とニッキを守る為にニッキに騙されているということも知らずに戦いへと臨んで行く。しかし、ラストにはこのコナーを陥れるはずの悪女が冴えない小説家にとんでもない幸運をもたらすこととなる…。

## 登場人物
- コナー・マクウェン：クレイグ・シェイファー

本作の主人公。離婚寸前の妻に養われている破産寸前の売れない小説家で、店を訪れた際に店の知り合いの店長が射殺され、事件の目撃者として裁判に出廷しヘクターを犯人だと挙げる。その後、街でヘクターと同じ顔の男と遭遇し、真犯人はヘクターではないのではという疑問を抱き捜査を開始する。最後はレイに殺されかけるがニッキに助けられ、1年後自分とニッキのことと事件のことを書いた自伝である「ダブル・テイク」を執筆し小説はベストセラーとなり売れっ子小説家となった。
- ニッキ・カベリ：ブリジット・バーコ

ヘクターの恋人を名乗っていたが、その正体は組織から送られた詐欺師であった。しかし、騙すべきコナーに惹かれていく。コナーに惹かれていることに気づいたレイと仲間の男達により自宅でシャワー中に全裸のまま誘拐されてしまうが、レイと裏切らないという取り引きし仲間へと返り咲く。最後はレイに裏切りがばれ右肩を撃たれるが、コナーを守るべくレイを撃って倒す。その後、逮捕される前にコナーと別れるが、1年後株で一発当てて株主となっており、変装してコナーの前に現れ腕を組み共に笑いながら町の雑踏へと消えて行った。レイに誘拐された後は白い服を着ていた。また、コナーを誘惑する為に露出度の高い服を着ることが多い。
- レイ・ソルダード：コスタス・マンディロア

暗殺組織のボスでヘクターの双子の兄。ヘクターを有罪にしたコナーに様々な罠を張り追い詰めていく。地下鉄でのコナーとの戦いの末にニッキに撃たれ線路に転落し電車に轢かれて死亡した。
- コスタスは本作で「レイ」役を演じる以前に実写版北斗の拳でシン役を演じており（北斗の拳には「シン」と「レイ」という人物が登場する）、コスタスは後に映画『サブマリン・アタック』で再びブリジットと敵対する人物として共演している。ここでの戦いはコスタスの勝利に終わり、結果は2戦1敗となった。
- ヘクター・ストロエスネル：コスタス・マンディロア

レイの双子の弟。コナーにより実は無罪ではないかと思われていたが、結局は金をせびろうとして逆上して店長を射殺しただけであり、レイに見捨てられ最後は店長の殺人罪で終身刑となる。

## キャスト
- クレイグ・シェイファー：コナー・マクウェル
- ブリジット・バーコ：ニッキ・カベリ
- コスタス・マンディロア：レイ/ヘクター